# The Road Within
The Road Within (Brasil: A Estrada Interior ou Transpondo Barreiras) é um filme estadunidense de 2014, escrito e dirigido por Gren Wells em sua estreia na direção de longas-metragens. O filme é um remake do filme alemão de 2010, Vincent will Meer. O filme estreou no Festival de Cinema de Los Angeles de 2014 e foi distribuído pela Well Go USA Entertainment. Foi lançado nos cinemas em abril de 2015.

## Enredo
Após a morte de sua mãe, Vincent (Robert Sheehan), um adolescente com síndrome de Tourette, é matriculado em uma clínica comportamental por seu pai. Enquanto está lá, ele se aloja com Alex (Dev Patel), um britânico com transtorno obsessivo-compulsivo, e conhece Marie (Zoë Kravitz), que está se recuperando de anorexia nervosa.
Depois que uma criança filma Vincent com seu celular e Vincent o ataca, ele e Marie são chamados ao consultório de Mia Rose, uma médica, onde ela os castiga e Marie rouba as chaves do carro da mesma. Quando Alex descobre Marie e Vincent fugindo no meio da noite, ele tenta avisar Rose e é sequestrado por eles. Os três seguem em direção ao oceano onde Vincent espera espalhar as cinzas de sua mãe. No entanto, Vincent não se lembra do local exato da viagem à praia que ele e sua mãe fizeram anos atrás. O trio finalmente escolheu Santa Cruz como destino.
Rose informa ao pai de Vincent, Robert, que seu filho está desaparecido e, em vez de permitir que a polícia os prenda, ela e Robert tentam localizá-los. Ao longo do caminho, Marie e Vincent começam a namorar.
Quando eles finalmente alcançam o oceano, Marie desmaia antes que eles alcancem a água. Marie é hospitalizada e enquanto está lá, os três se reencontram com Rose e Robert. Marie, que está sendo alimentada à força e foi contida, pede a Vincent para fugir com ela, mas Vincent se recusa. Em vez disso, ele conversa com o pai, que se desculpa por tratá-lo mal e decide ficar em Santa Cruz para ficar perto de Marie. Ao invés de sair com Rose, Alex decide ficar com ele.

## Elenco
- Robert Sheehan como Vincent
- Dev Patel como Alex
- Zoë Kravitz como Marie
- Robert Patrick como Robert
- Kyra Sedgwick como Dr. Mia Rose
- Ali Hillis como Monica

## Desenvolvimento
Wells se inspirou para fazer o remake do filme baseado apenas no trailer de Vincent will Meer. Ela também afirmou que foi tentado a fazer o filme devido ao seu próprio histórico de distúrbios alimentares.
Kravitz emagreceu 41 kg para o filme e explicou que foi atraída para o papel devido a sua própria luta contra a anorexia.

## Recepção

### Resposta da crítica
No agregador de críticas Rotten Tomatoes, o filme tem uma taxa de aprovação de 45% com base em 20 críticas, com uma classificação média de 5,04/10. No Metacritic, o filme tem uma pontuação média ponderada de 31 em 100, com base em 6 críticos, indicando "críticas geralmente desfavoráveis".

O The Hollywood Reporter elogiou todos os três atores principais, mas criticou a "natureza estereotipada da obra". Da mesma forma, a Variety teve palavras positivas para as "atuações determinadas e comprometidas de Robert Sheehan, Dev Patel e Zoe Kravitz", ao mesmo tempo em que observou que "permanece um ambiente incômodo em todo o esforço que deixa uma coisa tensa e enjoativa, o que impediu o filme de realmente fazer sucesso."